# Euctenurapteryx maculicaudaria
Euctenurapteryx maculicaudaria är en fjärilsart som beskrevs av Victor Ivanovitsch Motschulsky 1866. Euctenurapteryx maculicaudaria ingår i släktet Euctenurapteryx och familjen mätare. Inga underarter finns listade i Catalogue of Life.